# Edwin O. Reischauer
Pour les articles homonymes, voir Reischauer.
Edwin Oldfather Reischauer (né le 15 octobre 1910 à Tokyo et mort le 11 septembre 1990 à San Diego) est ambassadeur des États-Unis au Japon de 1961 à 1966 et codéveloppeur, avec George M. McCune, du système McCune-Reischauer de romanisation de la langue coréenne.

## Biographie
Né à Tokyo, Reischauer étudia à l'École américaine du Japon.
Il est l'auteur de nombreux livres sur l'histoire du Japon dont Histoire du Japon et des Japonais.
Il est diplômé Bachelier ès arts du College Oberlin en 1931 et reçut son Doctorat de Philosophie de l'université Harvard en 1939. 
Il passa la majorité de sa carrière d'enseignant à Harvard, où il était directeur du Harvard-Yenching Institute et responsable du département des langues orientales. À Harvard, il fonda le Japan Institute, qui fut renommé Edwin O. Reischauer Institute of Japanese Studies en 1985 en son honneur.